# José Ángel Valdés
José Ángel Valdés Díaz (Gijón, 5 de setembro de 1989), mais conhecido como Cote, é um futebolista espanhol que atua como lateral-esquerdo. Atualmente, joga no Sporting de Gijón.

## Carreira
Um "produto" da cidade natal do Sporting Gijón, um setor prolífico da juventude, José Ángel fez sua estreia em La Liga no dia 8 de fevereiro de 2009, na derrota para o Barcelona por 3 a 1. Ele permaneceu no time durante toda a temporada em que os asturianos evitaram por pouco uma queda, marcando um gol em casa na partida contra o Deportivo de La Coruña que terminou na vitória por 3 a 2 do Sporting Gijón.
Na temporada 2009–10, José Ángel jogou outros 13 jogos como titular, como ele manteve, mais uma vez seu status de primeira divisão (15ª posição). Nas temporadas seguintes, ele continuou seu bom desempenho, aparecendo em 26 partidas.
Em 19 de julho de 2011, a Roma chegou a um acordo com o Sporting Gijón para a transferência de José Ángel.
Depois de apenas uma temporada na Roma e sem conseguir muito destaque, em 2012 foi emprestado a Real Sociedad.
Em 31 de julho de 2022, José Ángel assinou um contrato de dois anos com o Sporting de Gijón.

## Seleção Espanhola
José Ángel ganhou quatro internacionalizações pela equipe Sub-21 da Espanha, sua estreia foi em 2009. Ele foi convocado pelo técnico Luis Milla para se juntar a seleção que participou, e venceu, o Europeu Sub-21, disputado na Dinamarca.

## Títulos
Seleção Espanhola Sub-20
- Jogos Mediterrâneos: 2009

Seleção Espanhola Sub-21
- Europeu Sub-21: 2011

### Individual
- Fútbol Draft Awards: Melhor lateral-esquerdo espanhol Sub-21 2009–10